# Lidia
Pour les articles homonymes, voir Lydia.

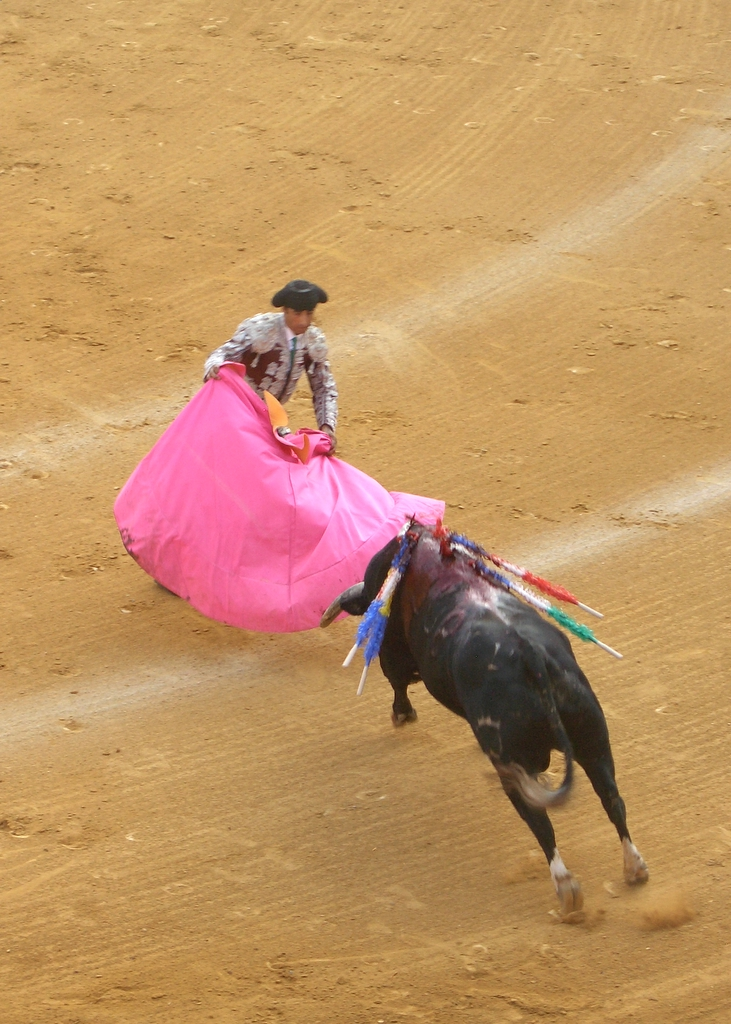
Lidia du matador, aux arènes de Malaga

Dans le monde de la tauromachie, on désigne par lidia « l'ensemble des actions ou suertes (séquences de combat) que le torero initie et réalise pour mener son combat, en mettant en valeur les qualités de l'animal et en réduisant ses défauts. »

## Présentation
Une corrida formelle comprend en principe la lidia de six taureaux. Pour chacun d'entre eux, la lidia se déroule selon un protocole immuable qui se décompose en trois actes, appelés tercios.  Chaque taureau a sa lidia particulière. Il faut donc la trouver et l'appliquer courageusement avant de songer à briller dans des passes. Le choix des suertes et leur exécution sont commandés par cette considération. L'instinct de l'animal est si profond qu'il sert de base à toute la tactique du torero.
Un autre instinct commande ce que l'on pourrait considérer comme la stratégie du combat dans l'arène : la question des terrains et des points d'appui du taureau (querencias). L'objectif de la lidia est de tirer du taureau tout ce qu'il a de bon et de le mettre en valeur. Une bonne lidia est le but primordial de la corrida.

## La tactique
« Les vieux canons de l'art de toréer sont, quand on donne une passe à un taureau, d'attendre sa charge (en espagnol : aguantar), de ne pas rompre sous l'impétuosité de celle-ci (es : parar), et avec l'étoffe, de conduire le taureau où on veut le faire passer (es : mandar). »  À ces règles générales s'ajoutent les différentes figures (passes) à la cape ou à la muleta que l'on trouvera décrites dans tous les traités de tauromachie sous forme de lexique.

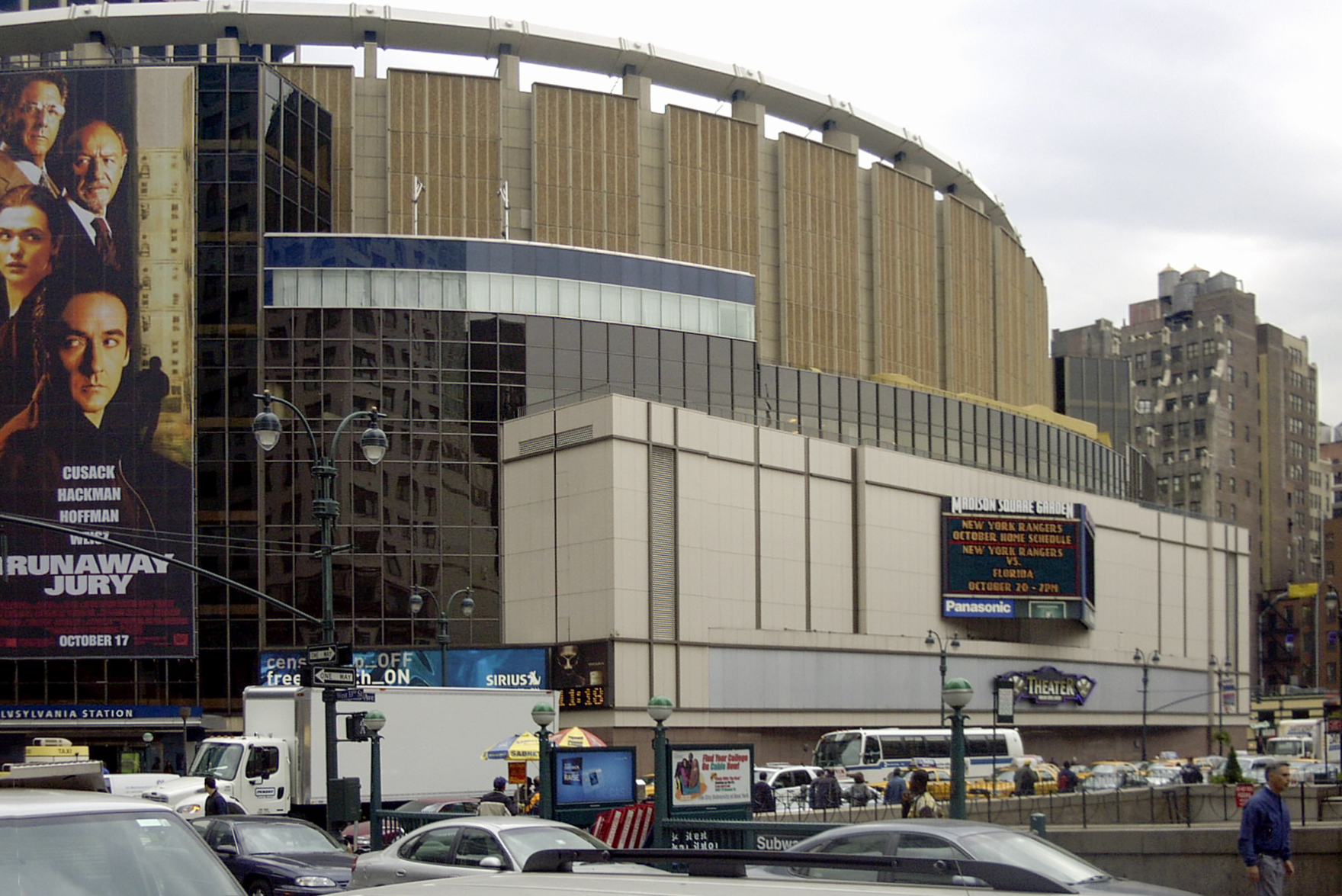
Madison Square Garden aujourd'hui. En 1928 Manolo et Pepe Bienvenida ont toréé dans l'ancienne arène

Une autre obligation du torero est d'ajuster son geste à la cadence du taureau. « Contrairement à une idée reçue, aucun torero, quelles que soient ses capacités et ses compétences, ne peut améliorer un taureau, car il ne peut lui injecter des qualités qu'il ne possède pas. Un matador ayant de grandes connaissances techniques et un sens aigu de la lidia découvrira rapidement les aptitudes d'un animal. Mais il ne pourra lui donner ni bravoure, ni noblesse si l'animal n'en possède pas. »

## Les trois temps de la passe
Les trois temps de toutes les passes de cape ou de muleta obéissent à trois règles essentielles : citar (en français : « citer »), manière dont le torero déclenche la charge du taureau ; mandar (« envoyer »), exécution de la passe elle-même ; rematar (« achever »), mouvement, coup de poignet de la muleta qui replace le taureau pour la passe suivante.

## Citar

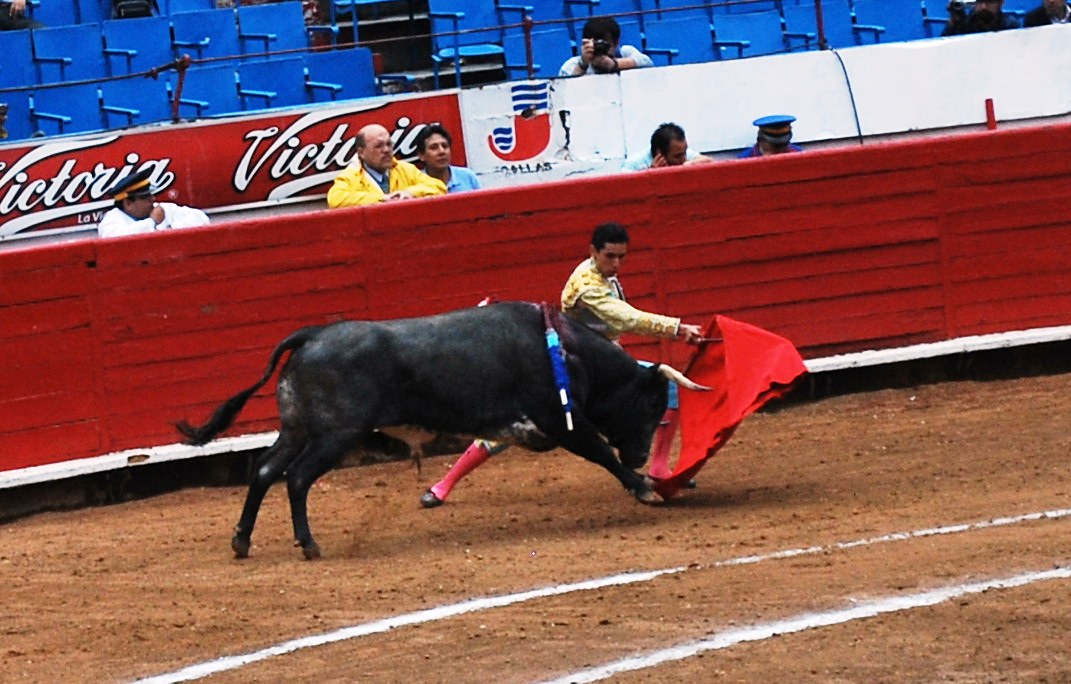
Charge du taureau templée

Le taureau, contrairement à une idée reçue, n'est pas provoqué par la vue d'une couleur vive. Il peut  être toréé aussi bien avec une serviette ou un imperméable. En 1928,  Manolo Bienvenida et Pepe Bienvenida toréèrent deux jours au Madison Square Garden de New York  en utilisant des étoffes vertes imposées par les sociétés protectrices des animaux. Cette innovation n'apporta aucun changement dans le jeu habituel. Le taureau fonce sur ce qui bouge, dans la direction du déplacement de l'objet, pour l'attraper au passage (dès son plus jeune âge, il a vu tout ce qui attaquait en plein champ : bêtes à cornes, piéton, cavalier). L'art du torero consiste donc à attirer le taureau en provoquant sa charge par un toque (« mouvement ») plus accentué de la muleta. Un toque de qualité est donné à un moment précis, sans hésitation, et sans brusquerie. Si le taureau a du mal à charger, cela signifie qu'il se fatigue et qu'il s'essouffle. Dans ce cas, la lidia n'a pas été adaptée aux capacités de l'animal.

## Mandar
Pour l'exécution de la passe, le torero doit maîtriser la trajectoire du taureau, donner du rythme à l'ensemble. Un matador avisé ne cherche pas à multiplier les passes, mais au contraire à ralentir la vitesse de la charge (templar) en baissant la main et en obligeant le taureau à baisser la tête. Certains matadors vont chercher le taureau de très loin, en le conduisant par le bas, le plus longtemps possible, ce qui le fatigue et diminue pour la suite le nombre de passes. Un matador avisé doit tenir compte de l'évolution du taureau et ne pas chercher à multiplier les passes enchaînées pour ne pas épuiser l'animal inutilement. Le colombien César Rincón a été un maître dans ce domaine.

## Rematar

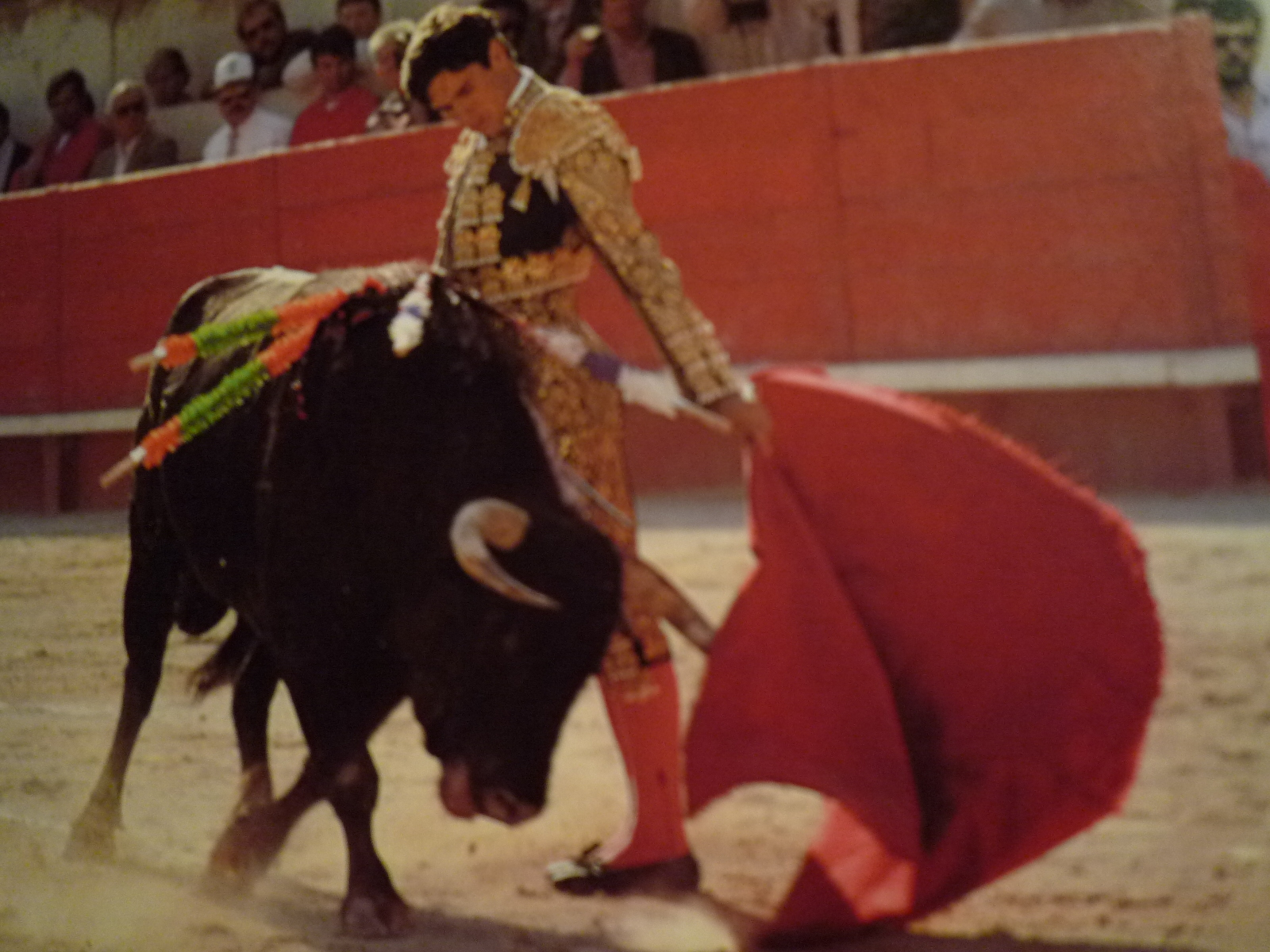
Joselito, remate

Lorsque la passe arrive à son terme, le torero doit rematar avec plusieurs sortes de passes appelées remate. Il donnera la sortie au taureau vers l'intérieur et par le bas, ou bien à mi-hauteur si l'animal est faible. La technique la plus impressionnante est celle employée par Paco Ojeda qui laissait à l'animal de l'espace et le temps de se reprendre. C'est la manière la plus orthodoxe, qui ne brime pas l'animal et respecte son sitio. « Joselito » a également été un modèle dans ce domaine. Son talent consistait à attendre la charge du taureau en restant immobile, pieds joints (parar), puis d'influencer et de modifier sa trajectoire en appuyant sur la charge du taureau (cargar la suerte).